# Vasile Hossu (episcop de Gherla)
Vasile Hossu (n. 16 august 1866, Mureș-Oșorhei, Imperiul Austriac – d. 13 ianuarie 1916, Budapesta, Austro-Ungaria) a fost episcop greco-catolic al Episcopiei de Lugoj și apoi al Episcopiei de Gherla.

## Originea
Vasile Hossu s-a născut la Târgu Mureș în ziua de 30 ianuarie 1866, părinții săi fiind Vasile Hossu, paroh și protopop districtual și Maria (născută Szebeni). A fost văr primar cu preotul Ioan Hossu, tatăl viitorului episcop cardinal Iuliu Hossu, martir al Bisericii Române Unite cu Roma.

## Studiile
Vasile Hossu a urmat clasele primare la Colegiul Reformat din Târgu Mureș, patru clase la gimnaziul mic luteran de la Reghinul Săsesc, iar clasele a V-a, a VI-a și o parte din clasa a VII-a din nou la Colegiul Reformat din Târgu Mureș, de unde, ca elev în clasa a VII-a, a fost trimis de către mitropolitul Ioan Vancea la Roma, în toamna anului 1882, ca bursier al Colegiului Pontifical Grec Sf. Atanasie a frecventat cursurile filozofice si teologice de la Colegiul Urban Pontifical „De Propaganda Fide”. 
În 10 august 1883 a fost promovat la gradul academic de „bacalaureat”, în 21 iulie 1884 la gradul de „licențiat”, iar în 6 august 1884 la gradul de „doctor” în științele filosofice. În 22 iulie 1885 a fost promovat luând titlul de "bacalaureat", iar in 15 iulie 1887 la cel de "licențiat" în teologie. După obținerea doctoratului în filosofie, s-a îmbolnăvit grav și a revenit acasă, la finele lunii august 1887, nereușind să termine examenele în vederea promovării doctoratului în teologie. 
Cu greu s-a făcut bine, fiind îngrijit de mama sa. Corpul profesoral de la Colegiul de "Propaganda Fide", luând în considerare succesele sale excepționale de la examenele anterioare din cei trei ani de studii teologice, în unanimitatea de voturi a propus Papei Leon al XIII-lea, să fie dispensat de restul examenelor, iar la 30 noiembrie 1887 a fost promovat doctor în teologie.

## Preot celib
La data de 27 august 1888, la sărbătoarea Adormirii Maicii Domnului a fost hirotonit ca preot celib în Catedrala Sfânta Treime din Blaj, de către mitropolitul Ioan Vancea de Buteasa. În ziua următoare, 28 august, a fost numit profesor de Teologie Dogmatică la Facultatea de Teologie (Seminarul Teologic) din Blaj. 
În noiembrie 1888 a fost numit membru în comisia pentru revederea cărților bisericești, unde a conlucrat la redarea "Orologeriului mare" (Orologhion), ediția III, din 1890, a "Pentecostarului mic", a "Triodului", a "Euhologiului" și a "Evangeliarului".
În 1890 a înființat alături de Augustin Bunea, Victor Smighelschi, Izidor Marcu ș.a. ziarul bisericesc-politic „Unirea”, al cărui redactor responsabil a fost un an și jumătate. În 1894 a fost acreditat ca jurnalist din partea ziarului Unirea la procesul memorandiștilor. A rămas colaborator al publicației „Unirea” până la moarte.
Încredințându-i-se în 1891 catedra de Filosofie a clasei a VIII-a de liceu (azi clasa a XII-a), a scris și tipărit Manualul de Psihologie și Logică pentru clasa a VIII-a gimnazială, editat la Blaj, în 1898. În același an, 1898, a fost ales canonic și confirmat odată cu Augustin Bunea - care fusese numit mai înainte - și Victor Smighelschi. 
În 1900 a participat la Conciliul al III-lea provincial, ca delegat al Capitulului arhidiecezan de la Blaj, fiind desemnat prim-secretar. În 1901 a primit de la Papa Leon al XIII-lea titlul de „prelat domestic”. În Șematismul jubiliar al Arhidiecezei de Alba Iulia și Făgăraș pe anul 1900 a scris partea istorică Seria capitularilor, cuprinzând biografiile tuturor canonicilor arhidiecezani, de la înființarea Capitulului până la zi. A fost numit ulterior membru în diferite comisii arhidiecezane. 

## Episcop la Lugoj (1903-1912)
Prin decretul imperial de la Viena, din 16 mai 1903, canonicul dr. Vasile Hossu a fost numit episcop al Lugojului, în scaunul rămas vacant prin transferul Episcopului Demetriu Radu de la Lugoj la Oradea. La 25 mai al aceluiași an, a fost confirmat de Sfântul Scaun Apostolic, iar la 21 septembrie a fost consacrat episcop în Catedrala din Blaj, prin punerea mâinilor mitropolitului Victor Mihaly de Apșa, asistat de episcopii Demetriu Radu și Ioan Sabo. La 27 septembrie 1903 a fost întronizat la Lugoj cu mare solemnitate.

## Episcop la Gherla (1912-1916)
La 15 noiembrie 1911 a fost transferat, printr-un alt decret imperial, în scaunul diecezan al Gherlei. La 10 decembrie al aceluiași an, transferul a fost confirmat de Sfântul Scaun Apostolic. Prin venirea episcopului Vasile Hossu, a fost o mare bucurie în eparhia Gherlei, după păstorirea vrednicului ierarh, dr. Ioan Sabo, care era imobilizat la pat, pe motiv de boală, de mulți ani. Toate ziarele și revistele românești din Transilvania au consemnat această veste. La sosirea în Gherla, în ziua de 6 august 1912, a fost întâmpinat cu mare căldură de credincioșii din zonă. Întronizarea solemnă a fost făcută în ziua de duminică 11 august 1912. În aceeași zi, printr-o circulară episcopală, a anunțat clerul eparhial că a luat conducerea eparhiei în toate formele ei canonice. 
Începutul păstoririi și-l face prin acte de disciplină spirituală, înființând Reuniunea de Misiuni Sfinte, reglementând problema, pe atunci atât de spinoasă, a intențiunilor misale, punând-o sub controlul canonicului Ioan Ivașco. A luat măsuri pentru organizarea și ținerea exercițiilor spirituale pentru preoți, pe centre, la care participau preoți din protopopiatele mai apropiate. Așa s-au ținut astfel de exerciții spirituale la Dej, Bistrița, Șomcuta Mare, Baia Mare, Șimleu, Sighetu Marmației etc . A început să facă vizitații canonice și sfințiri de biserici, să participe la întrunirile învățătorilor. A editat în 1914 Șematismul diecezan în limba română, precum și o ediție în limba latină. A făcut, în rândul clerului, nenumărate promovări și a dat numeroase distincții. 
În iunie 1913 a ținut în camera superioară a Parlamentului din Budapesta (Casa Magnaților) un discurs împotriva înființării Episcopiei de Hajdúdorog. Prin discursul său a demonstrat contrariul față de cei care acuzau episcopatul român unit că nu ar fi fost destul de combativ și de hotărât în atitudine. 
Și-a continuat vizitele canonice în toate părțile diecezei, iar la izbucnirea Primului războiului mondial în 1914, a luat cele mai potrivite măsuri de ajutorate a familiilor celor mobilizați, dând dispensă arhierească de a se putea face clăci, în duminici și sărbători, în pentru ajutorarea familiilor cu bărbați duși pe câmpul de luptă. Noaptea de Ajun a anului 1915 a petrecut-o în mijlocul răniților veniți de pe diferite fronturi și cazați în Institutul corector, transformat în spital de campanie, azi închisoare. Dragostea față de învățământ și-a arătat-o și prin înființarea unei noi școli preparandiale (normale) pentru fete, pe care a așezat-o la început, în cadrul reședinței episcopale, unde episcopul și-a restrâns propriul său spațiu de locuit. Alături de seminarul teologic și preparandia pentru băieți, preparandia pentru fete avea să ajungă un alt focar de cultură și educație creștinească românească, la Gherla. 
Visul episcopului Vasile Hossu era să aibă în Gherla un complex de edificii mărețe, un mic Vatican românesc pe care, deși l-a început, n-a reușit să-l continue din cauza situației create de Primul război mondial, rămânând în urma lui doar fundațiile. 
Episcopul Vasile Hossu a fost trimis de primul ministru al Ungariei de atunci, contele István Tisza, la București, să încerce să înduplece guvernul român să nu intre în război împotriva Puterilor Centrale. La despărțirea de primul ministru român, Ionel Brătianu, acesta i-a spus să-i comunice lui Tisza că îi va trimite 600.000 de puști și baionete. Episcopul Vasile Hossu l-a îmbrățișat pe Ionel Brătianu și i-a spus: „Dumnezeu să Vă ajute!” 

## Sfârșitul vieții
Îmbolnăvindu-se de inimă, a plecat să-și caute sănătatea la Budapesta, dar la 13 ianuarie 1916, a încetat din viață, în casa medicului Gheorghe Bilașcu. Ori de câte ori mergea în capitala Ungariei, avea loc de popas în casa doctorului Bilașcu, unde ființa și o capelă. Osemintele i-au fost aduse ulterior la Gherla și îngropate în cripta Catedralei unite din Gherla. Ar fi dorit să fie înhumat la Mănăstirea Nicula, însă nu apucase să-și pregătească locul de veci.

## Opera

### Lucrări bisericești
- Șemantismul jubiliar al arhidiecezei pe anul 1900 (Partea istorică, Seria capitularilor)
- Articole în săptămânalul „Unirea”, de la Blaj

### Lucrări didactice
- Manual de Psihologie și Logică pentru clasa a VIII-a gimnazială